# Guénel
Ne doit pas être confondu avec Guenel.
 (octobre 2012).
Si vous disposez d'ouvrages ou d'articles de référence ou si vous connaissez des sites web de qualité traitant du thème abordé ici, merci de compléter l'article en donnant les références utiles à sa vérifiabilité et en les liant à la section « Notes et références ».
Un guénel est une lanterne creusée dans une betterave, tradition du boulonnais. La signification du mot n'est pas clairement établie : le mot « guénel » pouvant signifier selon les sources « Au gui l'an neuf » (proche du nouvel an) ou « Gai Noël » (phonétiquement proche) ou encore « Gainée » (part du pêcheur lors de son retour de la mer).

## Fête des guénels
Chaque année dans la région est organisé à la mi-décembre une retraite aux flambeaux appelé la fête des guénels. Dans le cortège de cette retraite aux flambeaux, on trouve aussi des chars décorés pour l'occasion ainsi que les deux géants boulonnais : Batisse et Zabelle. Le défilé est suivi d´un porte-à-porte des enfants qui vont chanter le Ô Guénels, chanson locale.

## Origine et tradition
On ne connaît pas les origines exactes des guénels. Les premières mentions remontent à la fin du XIXe siècle et début du XXe siècle, mais on peut supposer que la tradition remonte à bien plus longtemps encore et qu´elle est liée à celle d'Halloween ou de Samhain (le nouvel an celte).

## Galerie

Exposition de guénels à Étaples
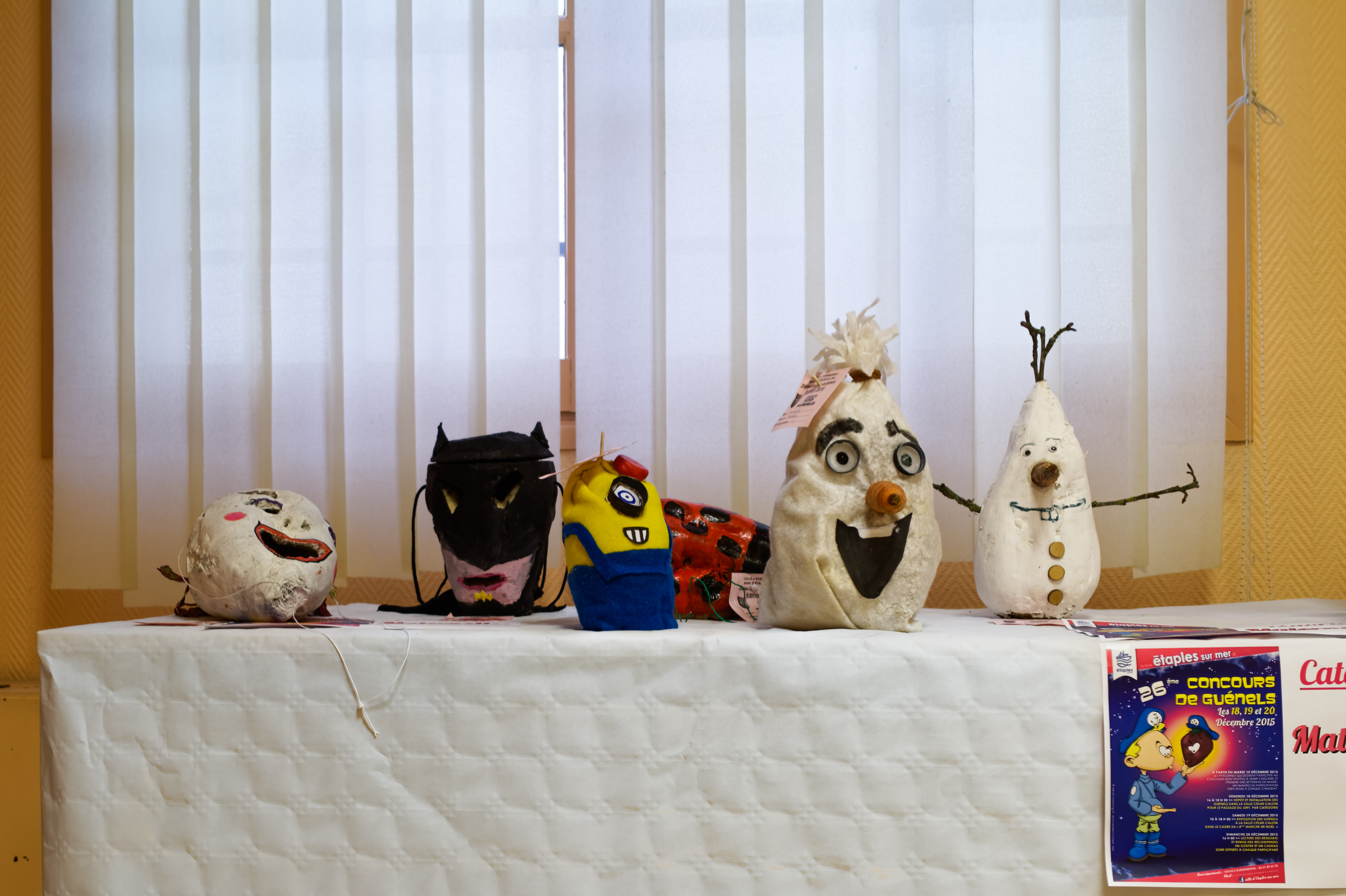
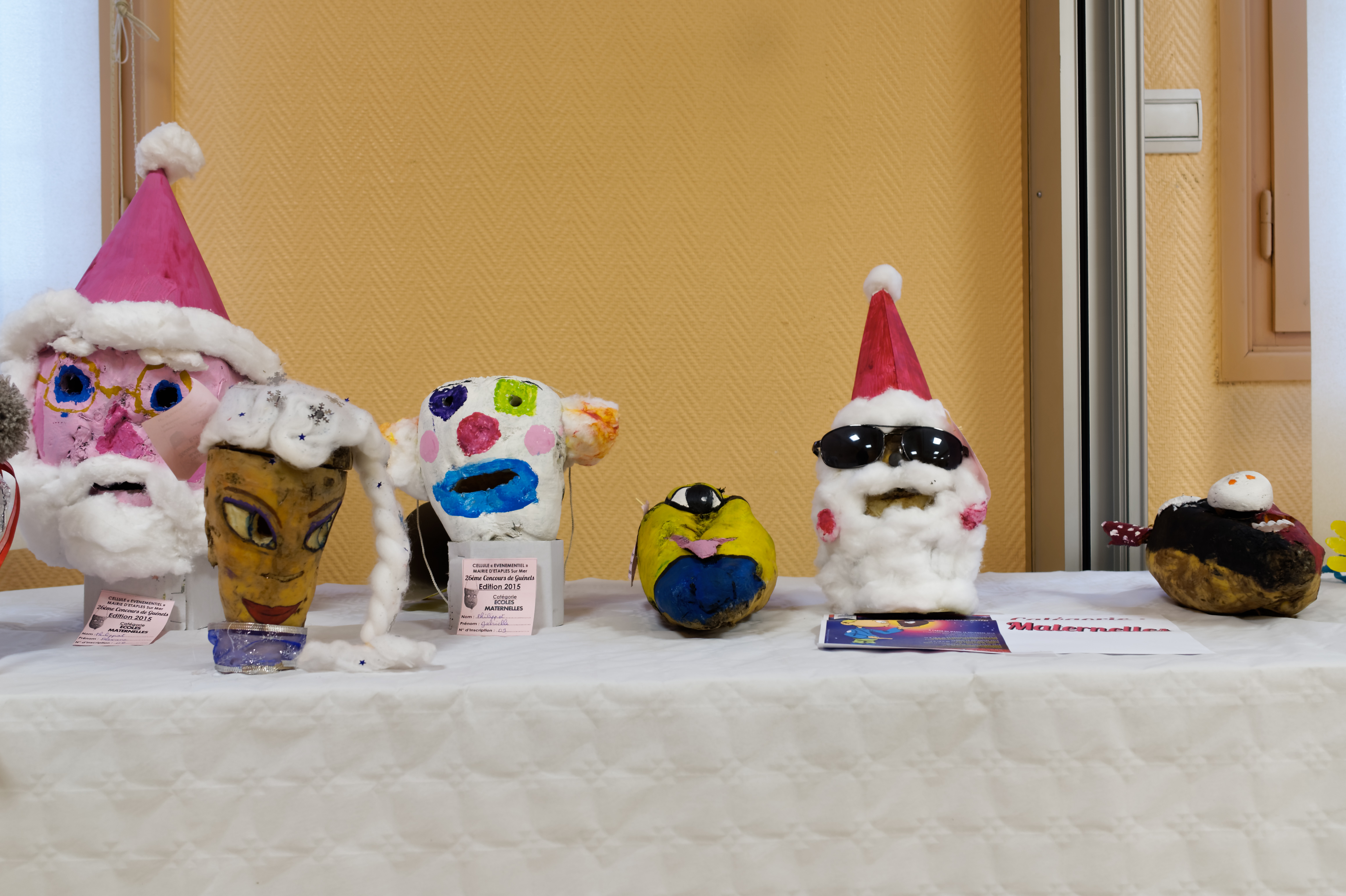
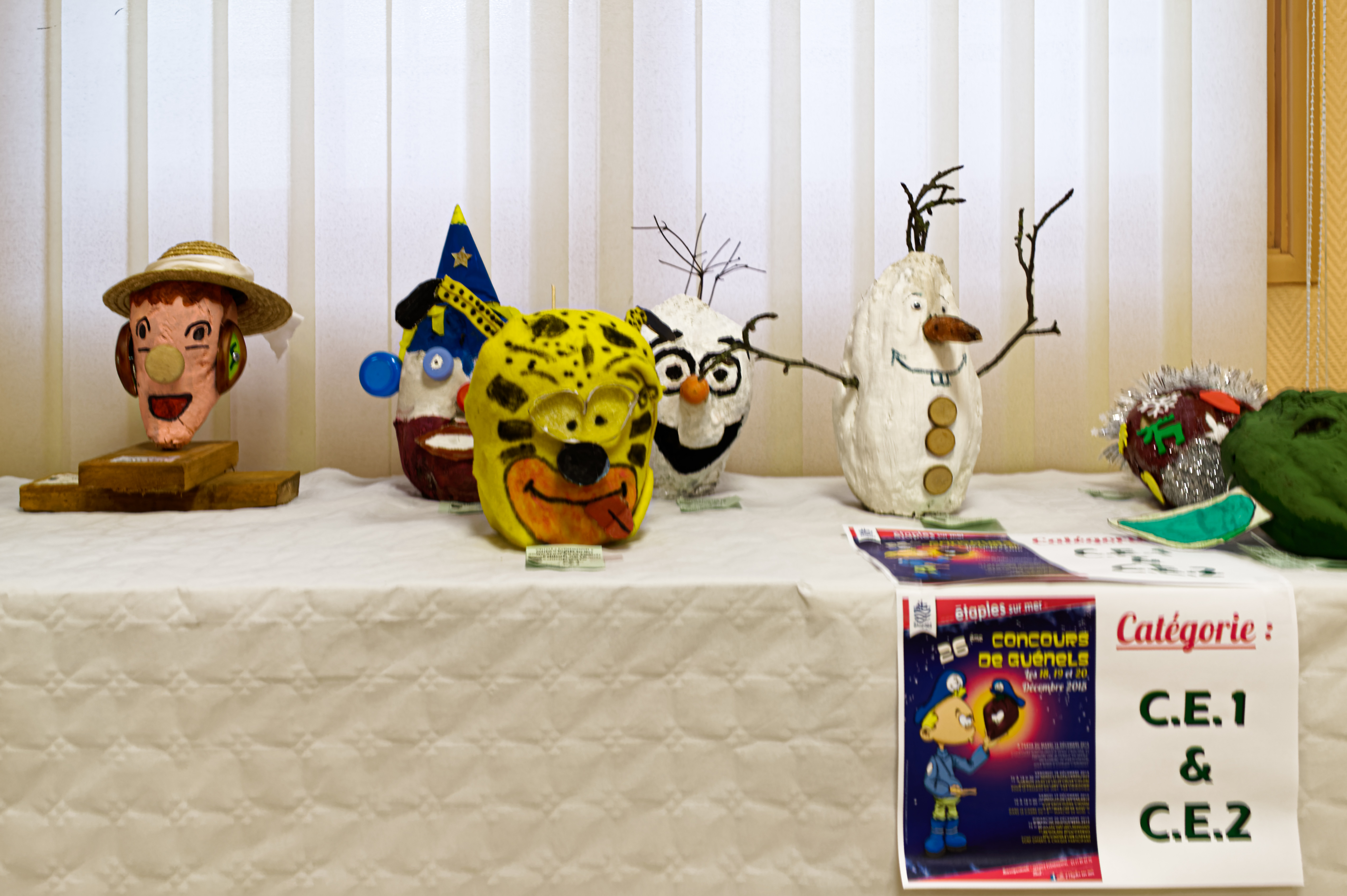
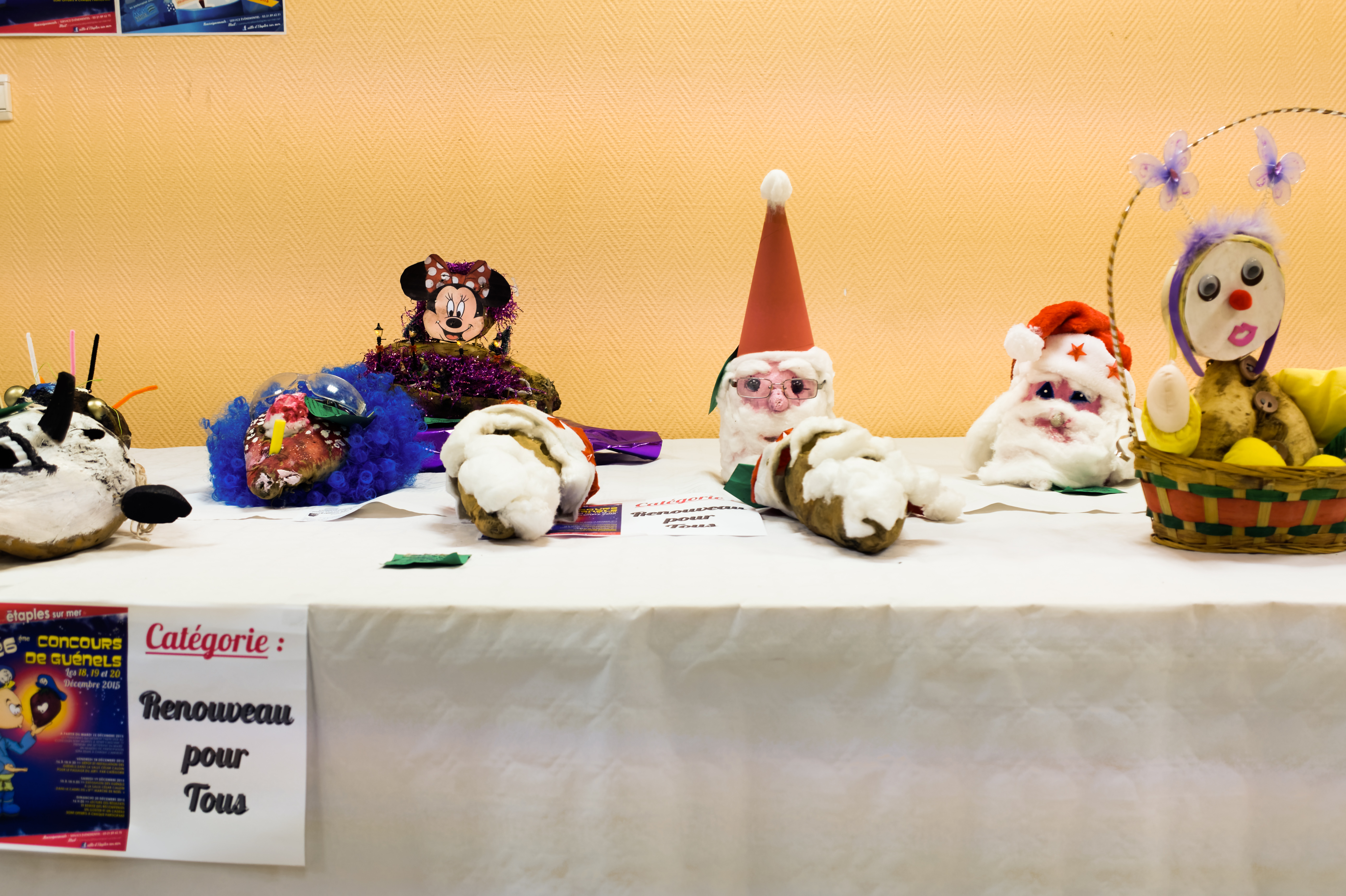
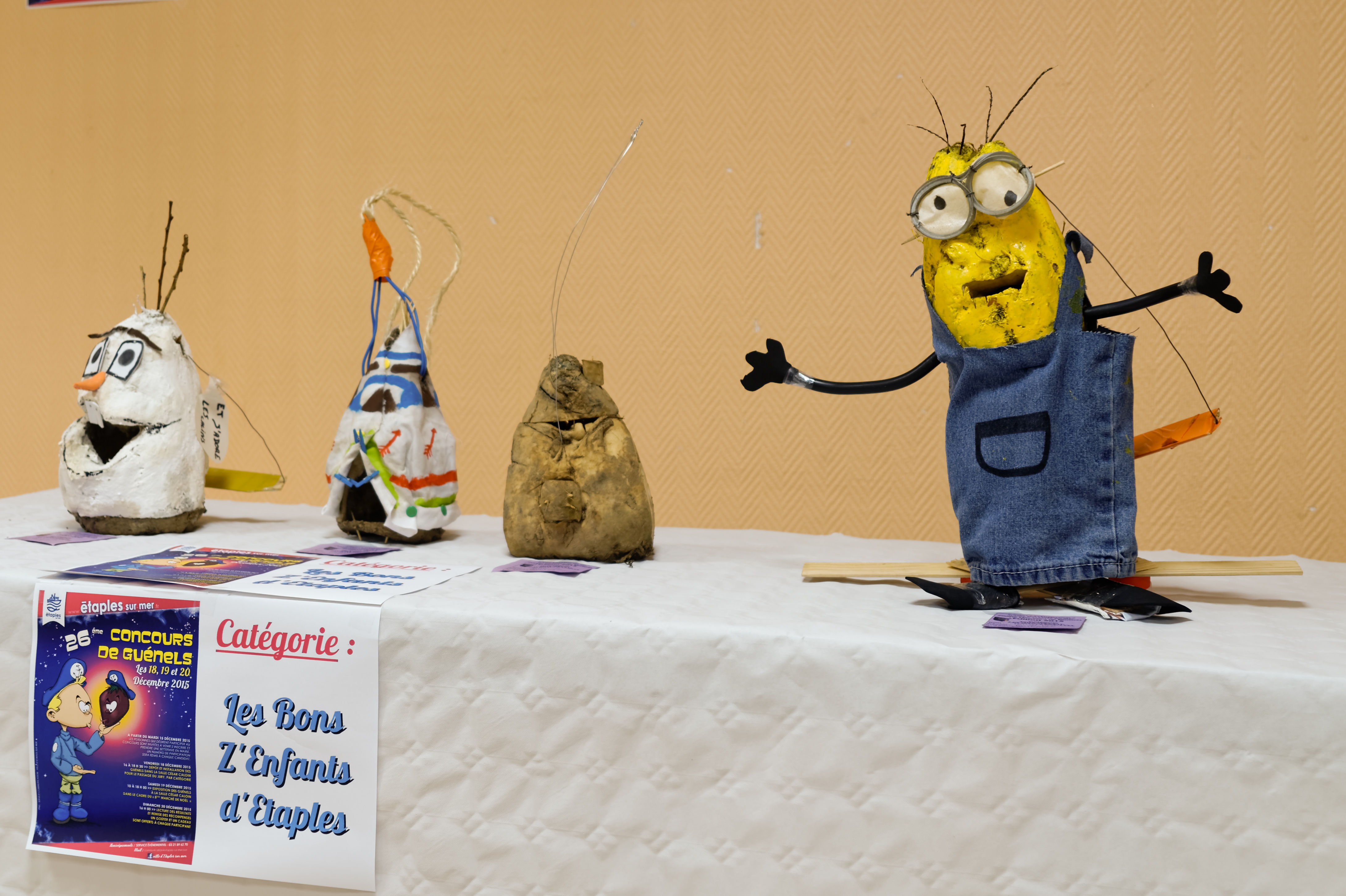
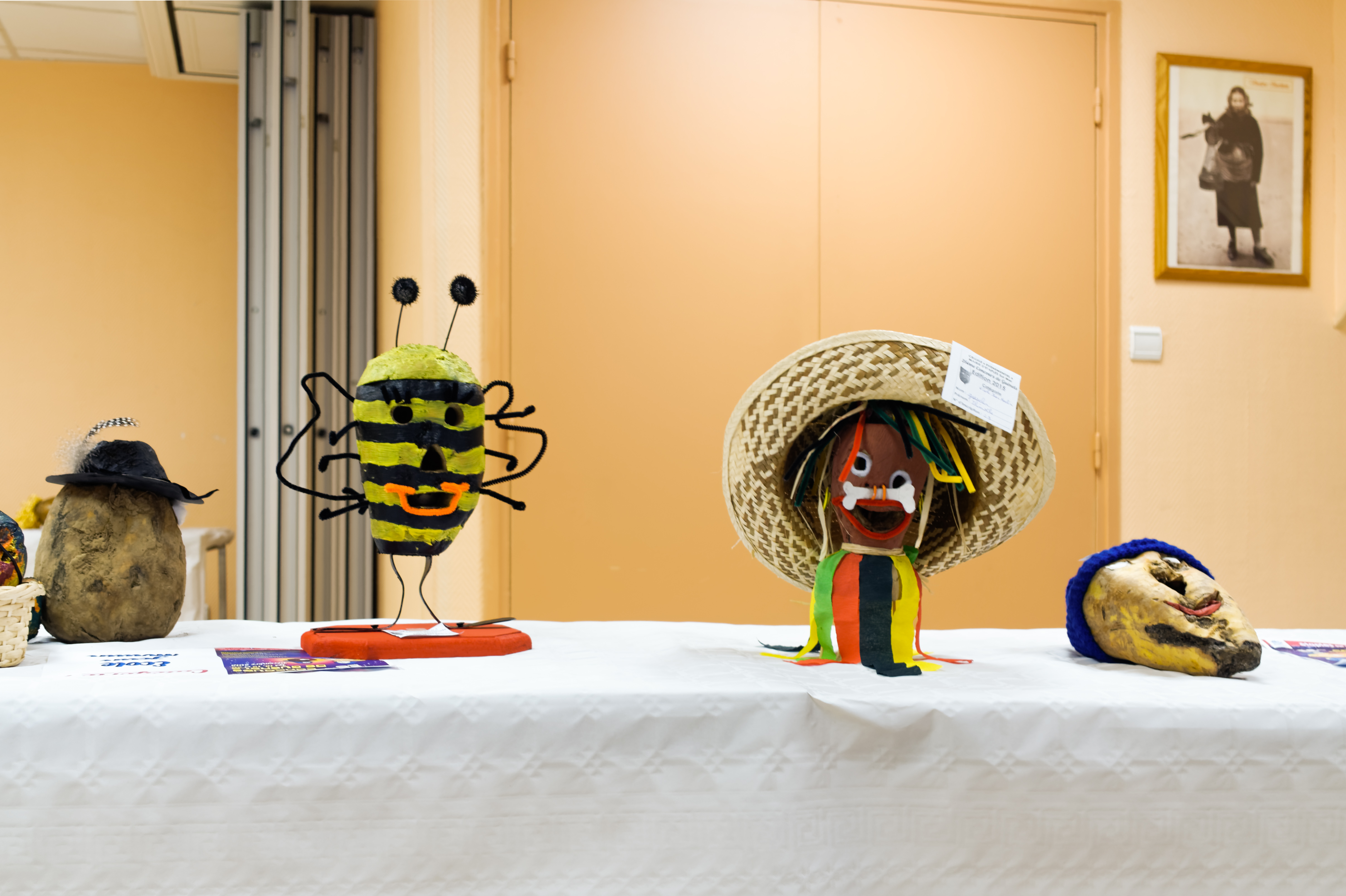